# Browns Mills
Browns Mills statisztikai település az USA New Jersey államában, Burlington megyében. Lakosainak száma 10 734 fő (2020. április 1.).

## Népesség
A település népességének változása:

| 2010 | 11 223 |
| 2020 | 10 734 |